# Lorenzo de Santa Cruz y Múxica

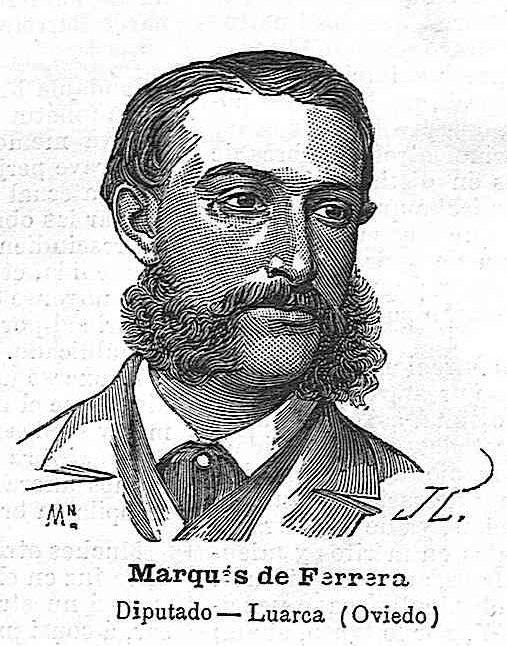
Retrato del marqués consorte de Ferrera en La Ilustración Gallega y Asturiana (1880)

Lorenzo de Santa Cruz y Múxica (f. 1882) fue un político español, varias veces diputado y senador en la segunda mitad del siglo XIX. Ostentó el título nobiliario de primer marqués de San Muñoz.

## Biografía
Durante el reinado de Isabel II fue diputado por la provincia de Badajoz en las elecciones de 1863, 1864 y 1865. Ya durante el sexenio democrático, obtuvo escaño de diputado por el distrito ovetense de Luarca en las elecciones de 1871. Fue senador por la provincia de Oviedo en los primeros años de la Restauración, además de diputado de nuevo por Luarca. Premiado con la concesión del título de marqués de San Muñoz por el monarca Alfonso XII, falleció el 26 de junio de 1882 en Oviedo.